# Рожен (Благоевград)
Рожен је насељено место у општини Сандански у области Благоевград, Бугарска. Према попису из 2021. године било је 10 становника.
Према бугарском географу и историчару, Василу Канчову, у Рожену је 1900. године живело 210 Словена хришћана. У селу је 11 старих кућа родопског типа проглашено споменицима културе. Поред села се налази средњовековни Роженски манастир.